# R&G Plus
R&G Plus sp. z o.o. – polska firma informatyczna z Mielca produkująca systemy informacji pasażerskiej dla transportu zbiorowego. W ofercie posiada m.in. wyświetlacze informacji liniowej (oparte na technologii LED i LCD), autokomputery sterujące pracą systemu oraz monitorujące i zbierające dane o parametrach pojazdu oraz elementy infrastruktury przystankowej takie jak wyświetlacze pokazujące najbliższe odjazdy.
Firma prowadzi również działalność w zakresie produkcji form wtryskowych, markowanych jako R&G Plast.

## Historia

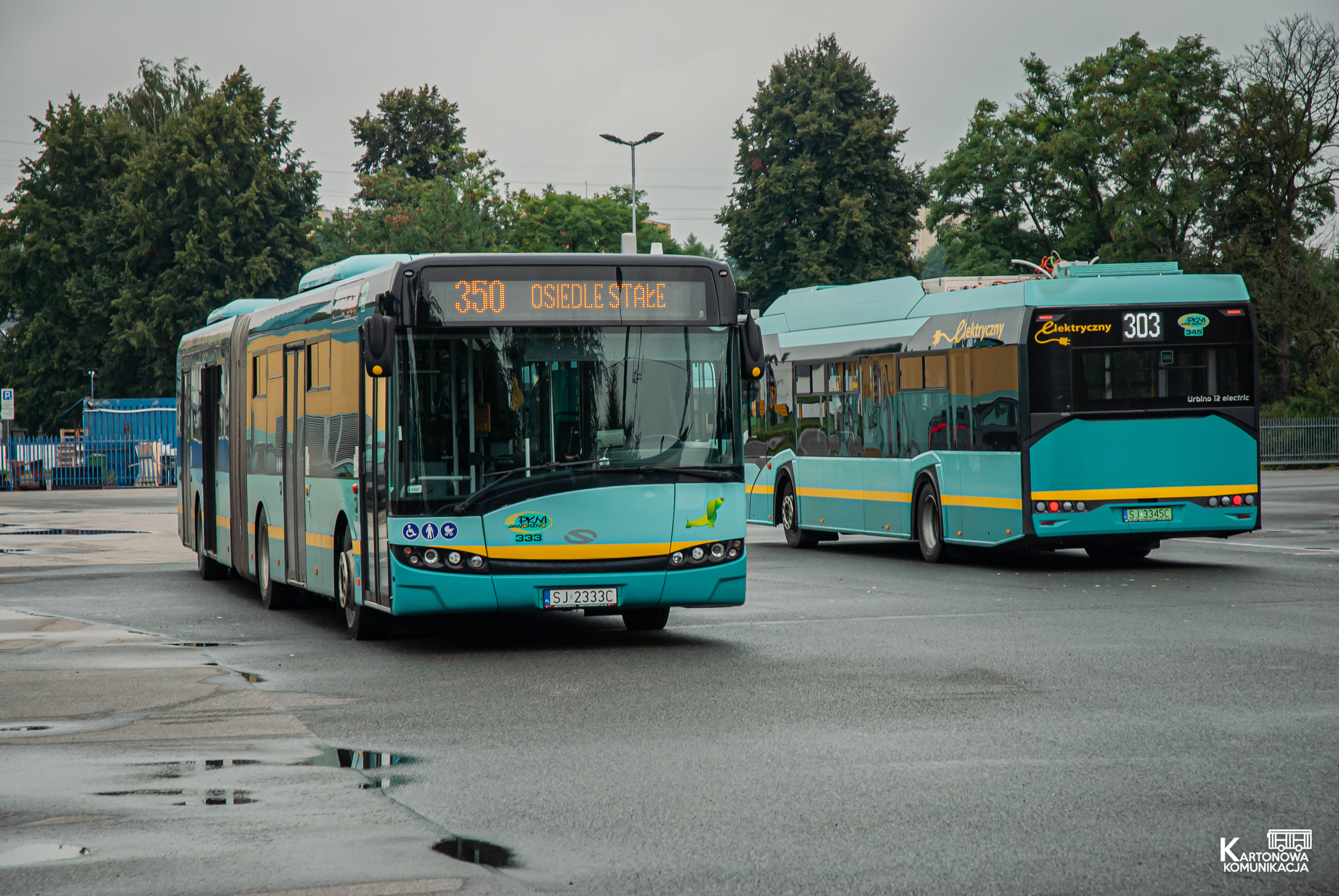
Autobus Solaris Urbino 18 z wyświetlaczami i oprogramowaniem R&G Mielec.

W 1982 r. w podkarpackim Mielcu Józef Rączka wraz z synami założył przedsiębiorstwo prowadzące regeneracje podzespołów autobusowych. W 1985 r. do spółki dołączył Henryk Gąsior z rodziną. W 1990 przedsiębiorstwo przekształciło się w Zakład Mechaniki Pojazdowej Rączka & Gąsior s.c. W międzyczasie premierę miał kasownik KRG-1 i sterownik do ich obsługi, SRG-1. W 2001 r. działalność firmy została czasowo zawieszona, a w 2003 r. zaczęła ponownie swoją działalność jako R&G Plus sp. z o.o.. Dalsze tworzenie konstrukcji Systemów Informacji Pasażerskiej zaowocowało wieloma kontraktami nie tylko w Polsce, ale i w reszcie Europy. Zawarto również umowy m.in. w Chinach, Syrii, Kanadzie, Beninie.
Obecnie hasłem przewodnim spółki jest "Ten kto rezygnuje z bycia lepszym od konkurencji zrezygnował z bycia dobrym".

### Eksploatacja
Urządzenia i produkty firmy eksploatowane są m.in. w Warszawie, Krakowie, Gdańsku, Wrocławiu, Rzeszowie, Poznaniu, Szczecinie, Łodzi, Katowicach, Świerklańcu, Bydgoszczy, Lublinie i Częstochowie. Klientami są również firmy z branży transportu kolejowego, np. Koleje Mazowieckie, ale również PKP Intercity.